# لیتل راک (ایلینوی)
لیتل راک (به انگلیسی: Little Rock) یک منطقهٔ مسکونی در ایالات متحده آمریکا است که در ایلینوی واقع شده‌است. لیتل راک ۲۲۰٫۰۷ متر بالاتر از سطح دریا واقع شده‌است.